# Direcția Superioară Politică a Armatei
Direcția Superioară Politică a Armatei a fost o structură de comandă și conducere înființată la 5 octombrie 1948 prin transformarea Inspectoratului General al Armatei pentru Educație, Cultură și Propagandă (IGAECP). Sub această denumire a funcționat până în 1964 când s-a transformat în Consiliul Politic Superior al Armatei.
Direcția Superioară Politică a Armatei avea ca principal obiect de activitate pregătirea politico-ideologică a militarilor prin intermediul organizațiilor de partid și ale Uniunii Tineretului Comunist existente în unitățile armatei române.